# Império do Espírito Santo da Casa da Ribeira
Império do Espírito Santo da Casa da Ribeira é um Império do Divino Espírito Santo português localizado no sitio da Casa da Ribeira, freguesia de Santa Cruz, concelho da Praia da Vitória. Este Império remonta a 1888 e apresenta-se com um edifício de um piso e de planta quadrangular, com uma fachada onde existem três vãos, formados por uma porta e duas janelas em cada uma das fachadas laterais.
Tanto a porta como as janelas apresentam a zona da bandeira em arco trilobado, sendo a fachada rematada por um frontão contracurvado com volutas laterais.
No tímpano do Império existe uma moldura triangular com a inscrição "Império da Casa da Ribeira, 1888. O topo é rematado por uma coroa do Espírito Santo.
Os vãos da fachada estão separados por colunelos, engrossados nos cunhais, que se prolongam acima da cornija e são rematados por urnas.
Este Império é construído em alvenaria de pedra rebocada e pintada de branco, com elementos decorativos bastante garridos, pintados de azul, amarelo e vermelho. O acesso faz-se por um lanço de dois degraus e balcão com guarda em cimento e portão em ferro.